# Émile Bouchard
Vous lisez un « bon article » labellisé en 2012.
Pour les articles homonymes, voir Bouchard et Butch.
Temple de la renommée : 1966
Émile Joseph Bouchard dit Butch Bouchard, (né le 4 septembre 1919 à Montréal dans la province de Québec au Canada - mort le 14 avril 2012 à l'âge de 92 ans, à Longueuil au Québec au Canada) est un joueur canadien de hockey sur glace qui porte les couleurs de l'équipe des Canadiens de Montréal dans la Ligue nationale de hockey (LNH) de 1941 à 1956. Bouchard fut capitaine des Canadiens durant huit ans, a gagné quatre Coupes Stanley et a participé à quatre Matchs des étoiles de la LNH. Même s'il a la réputation de faire peu de fautes, il est aussi l'un des joueurs les plus costauds et distribuant les meilleures mises en échec de son époque. Il excelle en tant que défenseur défensif, a des qualités de passeur et est également connu pour son leadership et comme mentor pour les jeunes joueurs. À ses débuts dans la LNH, Bouchard est l'un des joueurs qui apportent du sang neuf dans une franchise des Canadiens affaiblie,,. Il est intronisé au Temple de la renommée du hockey en 1966.
Il réside après sa carrière de joueur dans la ville de Saint-Lambert au Québec et contribue à plusieurs entreprises dans sa communauté. En 2008, il reçoit l'Ordre national du Québec et un an plus tard, le 4 décembre 2009, le numéro 3 de Bouchard est « retiré » par les Canadiens de Montréal pour célébrer le centenaire de la franchise, le dernier joueur à avoir porté ce chandail étant Ryan O'Byrne. Le 30 décembre 2009, Michaëlle Jean, gouverneur général du Canada, annonce que Bouchard fait partie des prochains membres de l'Ordre du Canada.

## Style de jeu
Bouchard est un joueur imposant physiquement mais également un travailleur et intelligent sur la glace. Avec un 1,88 m pour 93 kilos, il est considéré comme un géant comparé aux joueurs de la LNH des années 1940 où la taille moyenne est d'un 1,73 m et le poids moyen de 75 kilos. En plus de son physique imposant, il a l'habitude de faire de la musculation à une époque où cette pratique est peu répandue ; ce travail musculaire lui permet d'avoir une grande présence défensive. L'ailier gauche, membre du temple de la renommée du hockey et coéquipier Dickie Moore dit même de Bouchard qu'« il semble être taillé dans la pierre »,.
Bouchard est plus qu'une présence physique : il sait bien se positionner et faire de bonnes passes. Il possède également le sens du jeu et sait quand aller à l'attaque et quand se replier. Malgré son rôle de joueur défensif, il permet, avec ses passes longues, à son équipe de produire un jeu rapide,,,,.
Autant Bouchard est physique sur la patinoire, autant il est considéré comme un joueur propre et ne participe que rarement aux combats. Son physique imposant décourage la plupart des adversaires de le provoquer en combat et il est souvent celui qui sépare les combattants.

## Biographie

### Enfance et apprentissage
Bouchard naît le 4 septembre 1919 à Montréal ; il est le fils de Régina Lachapelle et Calixte Bouchard,. Il grandit dans une famille pauvre durant la Grande Dépression, ne commence à patiner qu'à l'âge de seize ans et apprend alors avec des patins loués avant d'emprunter trente-cinq dollars à son frère pour acheter un équipement complet de hockey sur glace incluant une paire de patins. Bouchard opte pour une carrière dans le hockey plutôt que dans une banque lorsqu'il reçoit une offre de soixante-quinze dollars la semaine pour jouer au hockey contre sept dollars pour travailler à la banque. Il joue en junior pour les Maple Leafs de Verdun, les Canadiens juniors de Montréal puis les Reds de Providence. Son coéquipier à Verdun, Robert Fillion, lui donne le surnom « Butch », en référence à son nom de famille Bouchard et de sa forme anglaise butcher qui signifie boucher. Bouchard est un joueur déterminé qui a développé assez de compétences pour impressionner l'entraîneur Dick Irvin lors du camp d'entraînement 1940-1941 des Canadiens de Montréal après avoir signé un contrat comme agent libre avec la franchise de la Ligue nationale de hockey. Bouchard arrive au camp d'entraînement en bonne condition physique, un fait rare chez les joueurs de l'époque ; il fait alors le trajet entre chez lui et la patinoire des Canadiens à vélo, économisant par la même occasion les frais de voyage que le Canadien lui octroie,,.
À une époque où les joueurs de hockey sont souvent considérés par les dirigeants comme primaires et peu cultivés, Bouchard est aussi un entrepreneur averti. Au cours de ses études, il travaille avec un inspecteur du ministère de l’Agriculture du Canada. Après la visite d'une ferme d'abeilles propriété d'un prêtre récemment mort, il décide d'emprunter cinq cents dollars à son frère pour acheter l'entreprise. Il transforme la ferme en un rucher de deux cents ruches qui a assez de succès pour lui permettre d'acheter à ses parents une maison,,. Avant de signer son premier contrat avec les Canadiens, il étudie les contrats de Ken Reardon et d'Elmer Lach, deux joueurs de l'équipe de Montréal. Il négocie alors avec les dirigeants de l'équipe et après dix jours de discussion, les deux parties signent un contrat de 3 750 dollars, une somme plus importante que ce que gagnent Reardon et Lach,.

### Arrivée avec les Canadiens
Au moment où Bouchard arrive à Montréal, le club n'a pas remporté le titre de champion de la Coupe Stanley depuis dix ans et l'affluence pendant les matchs est très basse avec souvent moins de trois mille personnes par rencontre, ; certains parlent même de dissoudre la franchise. Quelques années auparavant, en 1935, une offre pour déménager l'équipe à Cleveland est sérieusement considérée. Pendant des années, la franchise des Canadiens a pris l'habitude de finir dans les dernières places du classement alors que les spectateurs ont même l'impression que les joueurs, eux-mêmes, voient le fait de perdre comme une habitude. Durant son premier camp d'entraînement, le défenseur prouve ses capacités physiques en mettant en échec les autres joueurs, incluant les vétérans. Lorsque la saison commence, les adversaires comprennent qu'avec Bouchard dans l'alignement, ils ne peuvent plus bousculer les joueurs des Canadiens. La présence physique de Bouchard revigore les Canadiens et on lui accorde plus tard le crédit d'avoir joué un rôle important pour garder l'équipe à Montréal,.
Même s'il a un impact immédiat sur l'équipe, Bouchard ne marque pas beaucoup de points pour l'équipe ; pour sa première saison, en 1941-1942, il récolte six points en saison régulière et marque son premier but dans la LNH lors d'une défaite en première ronde des séries éliminatoires contre les Red Wings de Détroit,.

### Vedette de la LNH

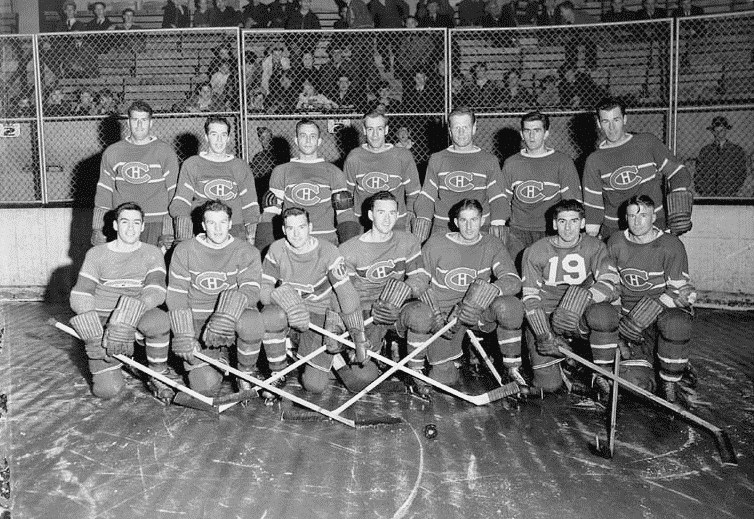
Les Canadiens de Montréal en 1942-1943. Bouchard est debout, le dernier joueur à droite.

La saison 1942-1943 est une année faste pour Bouchard qui finit au premier rang des pointeurs chez les défenseurs des Canadiens et est un joueur clé dans la première de plusieurs saisons sans une fiche perdante. L'équipe termine en quatrième place avec une fiche de dix-neuf victoires, dix-neuf défaites et douze matchs nuls. Même si elle perd en première ronde des séries éliminatoires, l'équipe prend la voie du succès.
La saison 1943-1944 est la première saison complète de Maurice Richard avec les Canadiens ; en plus d'être joueur excitant à regarder, il permet d'attirer plus de monde dans le public mais il a également des qualités offensives nécessaires pour transformer les Canadiens en une équipe exceptionnelle. Les Canadiens dominent complètement la saison régulière, finissant loin devant leurs dauphins, les Red Wings de Détroit. En première ronde contre les Maple Leafs de Toronto, après avoir perdu le premier match, ils gagnent les quatre suivants pour remporter la série. En finale, ils battent les Red Wings de Détroit en quatre matchs pour remporter leur première Coupe Stanley en treize ans. Pendant que la Punch Line, composée de Richard, Toe Blake et Elmer Lach, marque des buts, Bouchard et le gardien de but Bill Durnan empêchent la rondelle de pénétrer dans le filet. Durant la saison régulière, seulement cent neuf buts sont accordés par Montréal, soit soixante-huit de moins que les deuxièmes, les Red Wings. Bouchard, avec Richard et Lach, sont sélectionnés dans la deuxième équipe d'étoiles tandis que Durnan fait partie de la première et remporte le trophée Vézina du gardien ayant la plus faible moyenne de buts encaissés de la ligue. Il gagne sa deuxième Coupe Stanley en 1945-1946 en remportant quatre des cinq matchs disputés contre les Bruins lors de la finale. Lors de cette série, trois des cinq matchs se rendent jusqu'en prolongation et c'est lors du dernier de ces trois matchs que Boston remporte sa seule victoire de la finale.
Un combat, incluant Bouchard, mène à des changements significatifs dans le rôle des arbitres. Durant la saison 1946-1947, Bouchard prend part à un combat prolongé et à sens unique avec l'attaquant des Bruins Terry Reardon. À cause du combat, Clarence Campbell, président de la LNH, ajoute une nouvelle tâche aux arbitres : pour la première fois, ils ont la responsabilité d'arrêter les combats. Puis en mars 1947, lors d'un match à Boston, lorsque les Canadiens reviennent sur la glace pour la troisième période, une partisane attaque Bouchard avec une épingle à chapeau ; Bouchard répond en la poussant violemment. Quelques instants plus tard, des policiers de Boston emmènent Bouchard à une voiture de police. Selon Bouchard, le défenseur des Bruins de Boston Pat Egan (en), intervient et parle à la police pour éviter son arrestation.
Pour la saison 1947-1948, le défenseur Doug Harvey rejoint l'équipe. Quelques années plus tard, Harvey devient le meilleur défenseur offensif de la ligue et forme avec Bouchard un duo très efficace à long terme. Peu importe quand Harvey entreprend l'un de ses ruées pour lesquelles il est connu, il sait alors par expérience que Bouchard couvre ses arrières s'il perd la rondelle.

### Meneur et mentor
En 1948, Bouchard devient capitaine des Canadiens, une position qu'il garde pendant huit ans jusqu'à sa retraite du hockey ; aucun autre joueur n'a alors été capitaine du Canadien plus longtemps que lui. Le membre du Temple de la renommée du hockey Jean Béliveau, coéquipier de Bouchard lors de ses premières années dans la LNH, déclare par la suite que Bouchard était le modèle pour les capitaines des années 1960. Bouchard est un meneur très respecté et joue un rôle important comme supporter et mentor des jeunes joueurs de l'équipe,. N'ayant jamais peur de parler à la direction, en 1950 Bouchard dit à Frank Selke de « laisser la chance au jeune » Bernard Geoffrion qui effectue un essai et rejoint ensuite les Canadiens. Geoffrion gagne le trophée Calder pour la recrue de l'année et reste au sommet du championnat des pointeurs pendant les années suivantes. Bouchard a commenté sur le fait que ce sont les coéquipiers qui nomment le capitaine : 
« I don't agree with management nominating you. I can respond to players, not be a yes-man for the proprietor »
 qui peut se traduire par « Je ne suis pas d'accord que ce soit la direction qui te nomme capitaine, je peux répondre aux joueurs, mais pas être un béni-oui-oui pour les propriétaires ».
Bouchard rate une grande partie de la saison 1948-49 à cause d'une blessure au genou qui menace sa carrière. Malgré l'opinion des médecins qui disent qu'il ne pourra probablement pas revenir au jeu, il s'entraîne intensément et renforce suffisamment son genou pour revenir avec les Canadiens de Montréal.
En 1951, Bouchard est impliqué dans une première procédure judiciaire, en tant que défendant lors d'une poursuite d'un supporter des Rangers de New York. Celui-ci affirme que Bouchard l'a frappé avec son bâton alors qu'il discutait avec un ami qui regardait la partie à la télévision. Bouchard dit, quant à lui, que le supporter avait soulevé son poing vers un autre joueur des Canadiens qui était en train de se faire sortir de la patinoire après avoir été blessé. Il avait donc accidentellement frappé l'homme avec son bâton en essayant d'éviter le coup,.

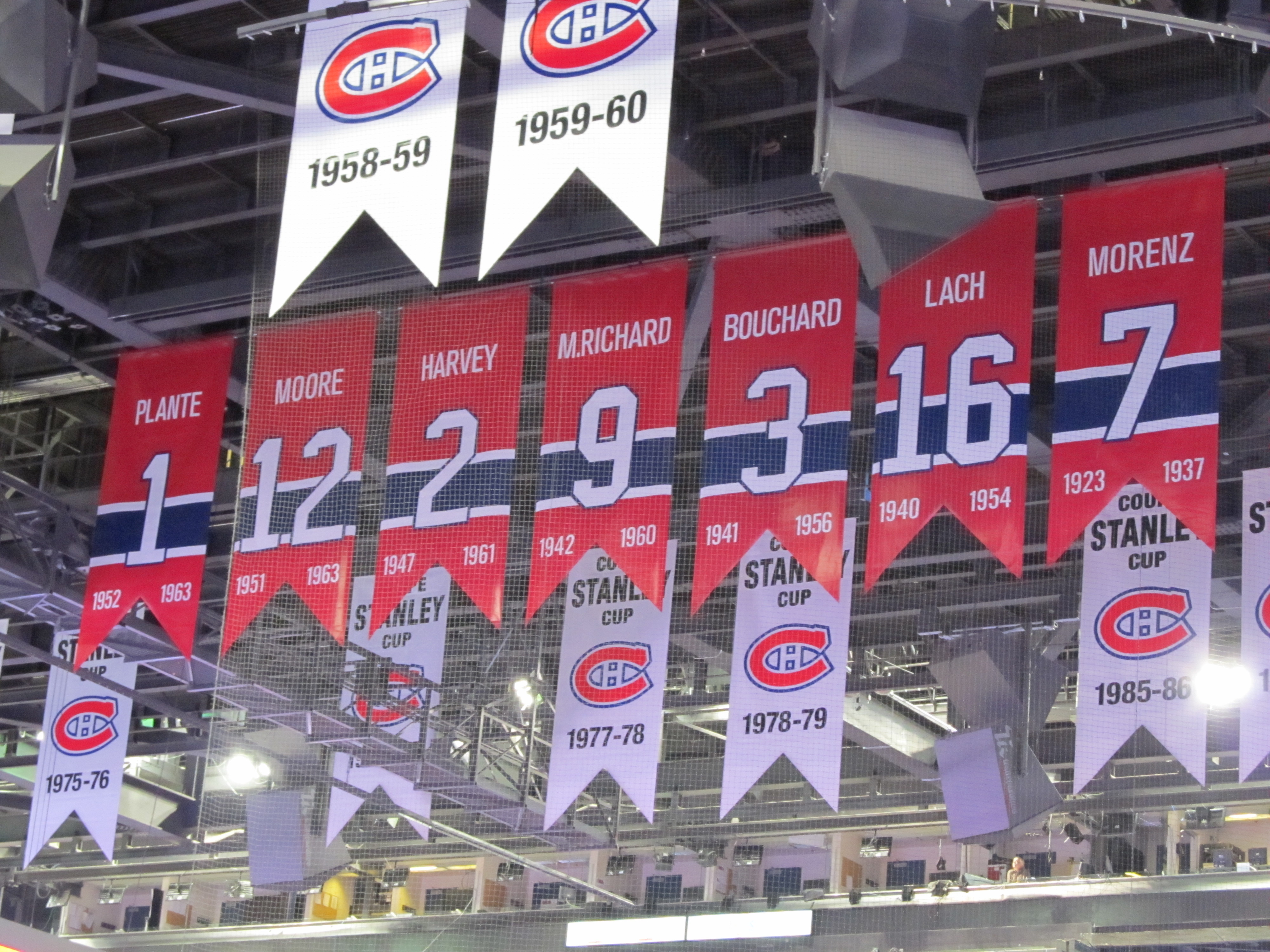
Certains chandails retirés par les Canadiens de Montréal dont le numéro trois d'Émile Bouchard.

Le 28 février 1953, le Canadien organise la soirée Bouchard au Forum où Bouchard est honoré lors du deuxième entracte de la partie contre les Red Wings de Détroit. Cet évènement est présidé par le maire de Montréal de l'époque, Camillien Houde et diffusé au niveau national par CBC. Un des cadeaux reçus par Bouchard est une Buick qui lui est apportée sur la glace. Le plan original est que Bouchard sorte de la glace avec l'automobile, mais une fois assis dedans, il découvre que les clés n'y sont pas. Sous les hurlements de la foule, le capitaine des Red Wings, Ted Lindsay rend les clés qu'il avait subtilisées à Bouchard tout en le félicitant de la part de son équipe,.
En 1952-1953, Montréal et Détroit s'affrontent pour la première place au classement ; Détroit finit finalement premier à la fin de la saison. Hautement favoris lors de la première ronde, les Wings sont surpassés par les Bruins et les Canadiens remportent une série difficile de sept matchs, soit le maximum possible, contre les Black Hawks. Les Canadiens remportent ensuite la Coupe Stanley en battant les Bruins en cinq matchs.
Par la suite, les blessures commencent à apparaître et à la fin de la saison 1954-1955, il pense à prendre sa retraite de joueur. Hector Blake, qui est devenu l'entraîneur de l'équipe, demande à Bouchard de jouer une saison de plus pour assister les jeunes joueurs de l'équipe. Bouchard qui reconnaît les qualités de Blake en tant qu'entraîneur-joueur accepte et utilise son leadership de capitaine pour faciliter la transition et l'acceptation de Blake par les joueurs des Canadiens. À cause de problèmes physiques, Bouchard doit manquer la deuxième moitié de la saison et les séries éliminatoires. Toutefois, lors du match décisif de la Coupe Stanley face aux Red Wings, Blake décide de mettre Bouchard dans la formation ; alors que les dernières secondes du match s'écoulent et que Montréal mène trois buts à un, Blake met Bouchard sur la glace pour lui permettre de terminer sa carrière avec une dernière célébration de la Coupe Stanley.

## Vie privée
En 1947, Bouchard épouse Marie-Claire Macbeth. Ils ont ensemble cinq enfants, dans l'ordre, Pierre, Michel, Jean, Émile junior et Suzanne,.

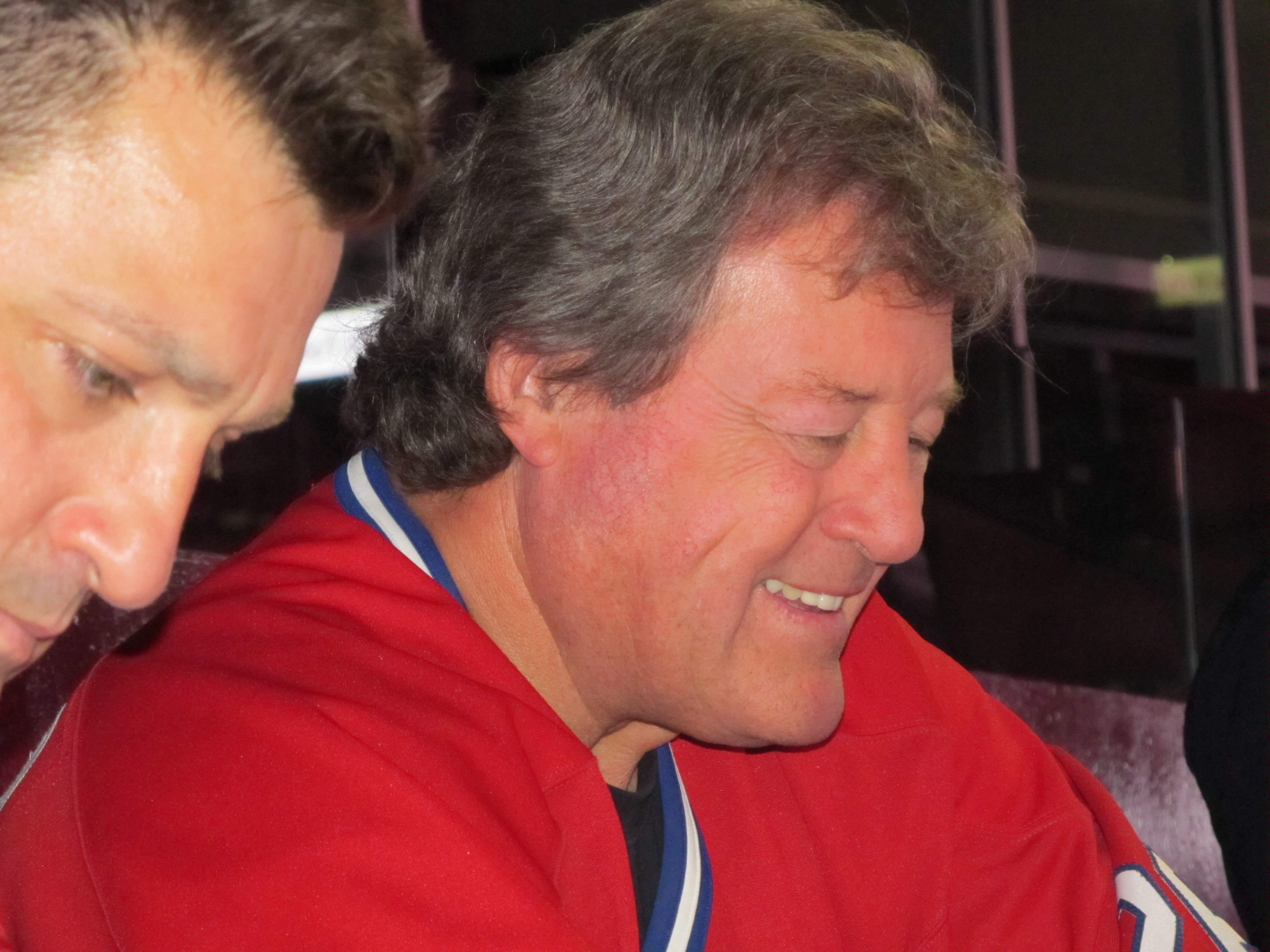
Pierre Bouchard, fils d'Émile Bouchard, en 2010

Dans les années 1970, son fils Pierre joue au poste de défenseur pour les Canadiens de Montréal. Trente ans après les débuts de la dynastie des Canadiens à laquelle participe Émile Bouchard, son fils prend part à la suite en remportant quatre Coupes Stanley. Avec les cinq Coupes Stanley d'Émile et les quatre de Pierre, ils détiennent le record pour le plus grand nombre de Coupes Stanley pour un duo père-fils dans l'histoire de la LNH. Bobby et Brett Hull sont les seuls autres père et fils à avoir gagné la fameuse Coupe.
À sa retraite, Bouchard reste aussi actif qu'il l'était durant sa carrière dans la Ligue nationale de hockey. Il reçoit des offres pour des postes d'entraîneur dès la fin de sa carrière, mais ses entreprises l'empêchent de quitter Montréal. Bouchard possède alors un restaurant populaire nommé « Chez Émile Bouchard » qui opère pendant plusieurs années à Montréal. Le 22 mars 1953, alors que Bouchard est à Détroit pour le dernier match de la saison 1952-1953, le bâtiment est la proie des flammes provenant du sous-sol à trois heures du matin, peu après que les employés et le patron furent partis,.
Il est également élu au conseil municipal de Longueuil, au conseil d'administration de l'hôpital Sainte-Jeanne-d'Arc et président de la Ligue métropolitaine junior A,. Président du club de baseball triple A des Royaux de Montréal. Bouchard n'a pas peur de dire ce qu'il pense lorsque cela lui semble opportun. En 1957, lors d'un match de la Ligue internationale à Toronto entre ses Royals de Montréal et les Maple Leafs de Toronto (en), Bouchard se plaint des associations excessives au monticule de Toronto. Il appelle les Leafs « gâcheur de show » et dit à toute la presse dans la salle « Ils sont très punks, tout comme au hockey ! ».
Bouchard est un opposant farouche, même en dehors du hockey. Quand la mafia montréalaise tente de l'intimider pour faire engager ses hommes pour son restaurant, Bouchard invite leur meneur à dîner à «Chez Émile Bouchard». La femme de Bouchard, Marie-Claude, se rappelle qu'il lui jure sur sa tombe : « je n'embaucherai jamais un de tes hommes ».
Un reporteur demande un jour à Bouchard ce qu'il pense des méthodes d'entraîneurs dans la Ligue nationale de hockey. Il répond « Le hockey devrait être plus comme le football, avec un coach pour la défensive, un pour l'offensive et peut-être un pour les gardiens ». Cette déclaration est faite bien avant que cette pratique devienne courante dans la Ligue nationale de hockey.

## Honneur et reconnaissance
Bouchard est l'une des neuf personnalités admises au Temple de la renommée du hockey en 1966. Le 15 octobre 2008, les Canadiens fêtent leur centenaire en dévoilant l'anneau d'honneur, une exposition sur les murs du haut du Centre Bell, honorant les quarante-quatre joueurs et les dix bâtisseurs des Canadiens membres du temple de la renommée du hockey. Bouchard et Elmer Lach, les deux membres les plus âgés encore vivants, font la mise au jeu protocolaire pour le match.
En 2008, un mouvement populaire commence à mettre la pression sur la direction des Canadiens pour retirer le numéro d'Émile Bouchard. Pendant les élections québécoises de 2008, le candidat indépendant Kévin Côté propose de forcer la direction du Canadien à retirer le chandail de Bouchard. En mars 2009, ce mouvement rejoint l'Assemblée nationale du Québec où une motion est présentée pour que « L’assemblée supporte l'initiative de la population pour que la direction des Canadiens retire le chandail d'Émile «Butch» Bouchard, grand défenseur de 1941 à 1956».
Le 4 décembre 2009, lors d'une cérémonie d'avant-match de quatre-vingt-cinq minutes pour le centième anniversaire des Canadiens, le numéro trois d'Émile Bouchard et le numéro seize d'Elmer Lach sont retirés. Ils deviennent les seizième et dix-septième joueurs à voir leur maillot retiré par les Canadiens,.
Le 18 juin 2008, Bouchard reçoit l'Ordre national du Québec qui lui est présenté par le Premier ministre du Québec Jean Charest,. En 2009, il est nommé membre de Ordre du Canada « pour sa contribution dans le sport, en particularité le hockey professionnel et son implication dans la communauté ».

## Honneurs et distinctions
- Membre de l'Ordre du Canada en 2009.
- Chevalier de l'Ordre national du Québec en 2008.
- Intronisé au Temple de la renommée du hockey en 1966.
- Champion de la Coupe Stanley en 1944, 1946, 1953 et 1956.
- Membre de la première équipe d'étoiles de la LNH en 1945, 1946 et 1947.
- Membre de la seconde équipe d'étoiles de la LNH en 1944.
- Le trophée remis annuellement au meilleur défenseur de la LHJMQ se nomme trophée Émile-Bouchard depuis 1975[48].
- Intronisé au Panthéon des sports du Québec en 1996[50]
- L'aréna du centre sportif situé derrière le Collège Édouard-Montpetit de Longueuil porte depuis 2008 le nom de : Aréna Émile "Butch" Bouchard en l'honneur du grand défenseur des Canadiens de Montréal[48].
- Un gymnase à Pointe-aux-Trembles porte également son nom depuis 2007[48].
- Une rue de Vaudreuil-Dorion porte également son nom depuis 2013.

## Statistiques
Bouchard passe quinze saisons en tant que joueur dans la LNH, toutes avec les Canadiens, ne manquant qu'une seule fois les séries éliminatoires. Il fut capitaine de l'équipe entre 1948 et 1956, moment de sa retraite. L'équipe des Canadiens retire son chandail à l'occasion du centième anniversaire de la franchise.
| Saison     | Équipe                        | Ligue      |                            | Saison régulière           | Saison régulière           | Saison régulière           | Saison régulière           | Saison régulière           |                            | Séries éliminatoires       | Séries éliminatoires       | Séries éliminatoires       | Séries éliminatoires | Séries éliminatoires |
| Saison     | Équipe                        | Ligue      | PJ                         | B                          | A                          | Pts                        | Pun                        | PJ                         | B                          | A                          | Pts                        | Pun                        |                      |                      |
| 1937-1938  | Maple Leafs de Verdun         | MCJHL      | 2                          | 0                          | 0                          | 0                          | 2                          | 7                          | 2                          | 1                          | 3                          | 10                         |                      |                      |
| 1938-1939  | Maple Leafs de Verdun         | MCJHL      | 9                          | 1                          | 1                          | 2                          | 20                         | 10                         | 0                          | 2                          | 2                          | 12                         |                      |                      |
| 1939-1940  | Maple Leafs de Verdun         | MCJHL      | Statistiques indisponibles | Statistiques indisponibles | Statistiques indisponibles | Statistiques indisponibles | Statistiques indisponibles | Statistiques indisponibles | Statistiques indisponibles | Statistiques indisponibles | Statistiques indisponibles | Statistiques indisponibles |                      |                      |
| 1939-1940  | Canadiens Juniors de Montréal | LHJQ       | 31                         | 2                          | 8                          | 10                         | 60                         |                            |                            |                            |                            |                            |                      |                      |
| 1940-1941  | Reds de Providence            | LAH        | 12                         | 3                          | 1                          | 4                          | 8                          | 3                          | 0                          | 1                          | 1                          | 8                          |                      |                      |
| 1941-1942  | Canadiens de Montréal         | LNH        | 44                         | 0                          | 6                          | 6                          | 38                         | 3                          | 1                          | 1                          | 2                          | 0                          |                      |                      |
| 1942-1943  | Canadiens de Montréal         | LNH        | 45                         | 2                          | 16                         | 18                         | 47                         | 5                          | 0                          | 1                          | 1                          | 4                          |                      |                      |
| 1943-1944  | Canadiens de Montréal         | LNH        | 39                         | 5                          | 14                         | 19                         | 52                         | 9                          | 1                          | 3                          | 4                          | 6                          |                      |                      |
| 1944-1945  | Canadiens de Montréal         | LNH        | 50                         | 11                         | 23                         | 34                         | 34                         | 6                          | 3                          | 4                          | 7                          | 4                          |                      |                      |
| 1945-1946  | Canadiens de Montréal         | LNH        | 45                         | 7                          | 9                          | 16                         | 52                         | 9                          | 2                          | 1                          | 3                          | 17                         |                      |                      |
| 1946-1947  | Canadiens de Montréal         | LNH        | 60                         | 5                          | 7                          | 12                         | 60                         | 11                         | 0                          | 3                          | 3                          | 21                         |                      |                      |
| 1947-1948  | Canadiens de Montréal         | LNH        | 60                         | 4                          | 6                          | 10                         | 78                         |                            |                            |                            |                            |                            |                      |                      |
| 1948-1949  | Canadiens de Montréal         | LNH        | 27                         | 3                          | 3                          | 6                          | 42                         | 7                          | 0                          | 0                          | 0                          | 6                          |                      |                      |
| 1949-1950  | Canadiens de Montréal         | LNH        | 69                         | 1                          | 7                          | 8                          | 88                         | 5                          | 0                          | 2                          | 2                          | 2                          |                      |                      |
| 1950-1951  | Canadiens de Montréal         | LNH        | 52                         | 3                          | 10                         | 13                         | 80                         | 11                         | 1                          | 1                          | 2                          | 2                          |                      |                      |
| 1951-1952  | Canadiens de Montréal         | LNH        | 60                         | 3                          | 9                          | 12                         | 45                         | 11                         | 0                          | 2                          | 2                          | 14                         |                      |                      |
| 1952-1953  | Canadiens de Montréal         | LNH        | 58                         | 2                          | 8                          | 10                         | 55                         | 12                         | 1                          | 1                          | 2                          | 6                          |                      |                      |
| 1953-1954  | Canadiens de Montréal         | LNH        | 70                         | 1                          | 10                         | 11                         | 89                         | 11                         | 2                          | 1                          | 3                          | 4                          |                      |                      |
| 1954-1955  | Canadiens de Montréal         | LNH        | 70                         | 2                          | 16                         | 18                         | 81                         | 12                         | 0                          | 1                          | 1                          | 37                         |                      |                      |
| 1955-1956  | Canadiens de Montréal         | LNH        | 36                         | 0                          | 0                          | 0                          | 22                         | 1                          | 0                          | 0                          | 0                          | 0                          |                      |                      |
| Totaux LNH | Totaux LNH                    | Totaux LNH | 785                        | 49                         | 144                        | 193                        | 863                        | 113                        | 11                         | 21                         | 32                         | 123                        |                      |                      |